# Olios durlaviae
Olios durlaviae is een spinnensoort uit de familie van de jachtkrabspinnen (Sparassidae).
De wetenschappelijke naam van de soort werd in 2005 gepubliceerd door Vivekanand Biswas & Dinendra Raychaudhuri.